# Herb Mroczy
Herb Mroczy – jeden z symboli miasta Mrocza i gminy Mrocza w postaci herbu.

## Wygląd i symbolika
Herb przedstawia na błękitnej tarczy herbowej z czarną krawędzią zewnętrzną, białą owcę skierowaną w heraldycznie prawą stronę.

## Historia
Wizerunek herbowy widnieje na pieczęci miejskiej z XVIII wieku.